# Gustav Adolfsdagen
Gustav Adolfsdagen er en dag, der fejres i Sverige den 6. november til minde om Gustav II Adolfs dødsdag i 1632. Dagen er flagdag i Sverige. Gustav II Adolf blev dræbt under slaget ved Lützen, den 6. november ifølge den julianske kalender. Ifølge den gregorianske kalender var datoen den 16. november, men denne kalender blev først taget i brug Sverige i 1753.
Dagen har været fejret siden begyndelsen af 1800-tallet og er fortsat populær, særlig i Göteborg, der hylder sin grundlægger ved at spise Gustav Adolfbakelser og i Uppsala, hvor de studerende fejrer mindet om Gustav Adolfs død samt hans meget generøse gava til Universitetet. I Lund hædres i november hvert år Gustav II Adolf med Gustavadolfsbalen, arrangeret af Göteborgs nation. Dagen fejres ligeledes på en række skoler og uddannelsesinstitutioner over hele Sverige.
I Skåne fejres ikke Gustav Adolfsdagen i så stor udrstækning, idet Gustav II Adolf ledte plyndringer og krigshandlinger i det daværende danske Skåne.